# Loutros

## Datos básicos
Loutros es un pequeño pueblo situado en la región Tylliria del distrito de Nicosia, a cuatro kilómetros al sur de las ruinas del Palacio de Vouni. 
Loutros significa "baño" en griego. El nombre del otomano de la aldea era Litro. En 1975, los turcochipriotas cambiaron el nombre a Bademliköy, que significa "pueblo con almendras".

## Conflicto Intercomunal
.

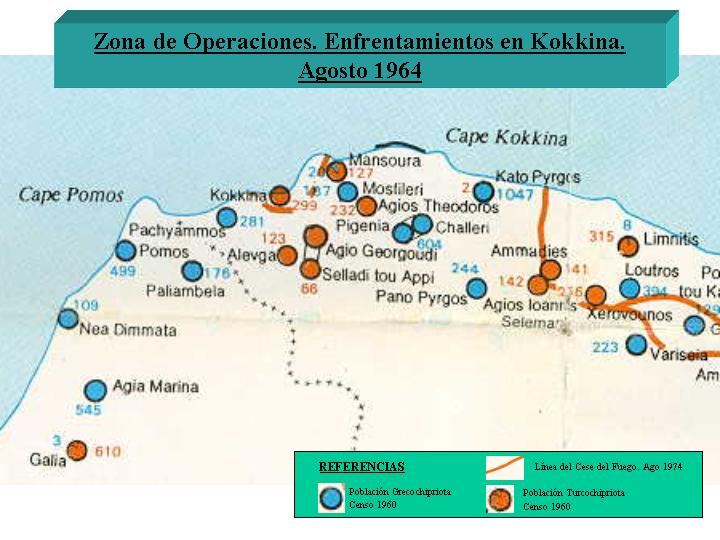
Kokkina. Composición étnica de las localidades de los alrededores - 1960

En el censo otomano de 1831, los cristianos (grecochipriotas) constituían los únicos habitantes de la aldea. A lo largo del período británico, la población de la aldea aumentó significativamente, pasando de 202 en 1891 a 394 en 1960. EN 1973 albergaba una población de 364 grecochipriotas.
En agosto de 1974, los grecochipriotas huyeron de la aldea ante el avance del ejército. En la actualidad, al igual que la mayoría de los grecochipriotas desplazados, los pertenecientes a Loutros se encuentran dispersos por todo el sur de la isla. El número de los grecochipriotas de Loutros que fueron desplazados en 1974 fue de aproximadamente 370.

## Población actual
Hoy el pueblo está habitado principalmente por los turcochipriotas de Xerovounos / Kurutepe. Sin embargo, también hay un pequeño número de turcochipriotas desplazadas de Mandria / Yesilova y Tera / Çakırlar, en el distrito de Paphos, como así un buen número de ciudadanos turcos (agricultores), principalmente de las provincias de Adana y Agri. Todos ellos se establecieron en el pueblo a finales de 1970. El censo turcochipriota de 2006 determina una población de la aldea a 106.  